# Schutzblinker

Schutzblinkeranimation im Zeitraffer

Ein Schutzblinker oder Hilfssignalgeber ist meist ein alleinstehender Signalgeber oder ein Feld einer Lichtsignalanlage. Es ist ersichtlich für den nachrangigen Verkehr. Parallel zur Fahrtrichtung gelegene Fahrbahnen und Fußgängerfurten können gemeinsam Grünsignal erhalten. Um den Abbiegern zu signalisieren, dass sie nachrangig sind, wenn sie mit einem grün geschalteten Verkehr in Konflikt geraten können, werden Schutzblinker installiert.
Der nachrangig abbiegende Verkehr wird durch Pfeilsymbole in seiner Fahrtrichtung gewarnt.
Schutzblinker mit Fußgänger- oder Fahrradsymbol warnen den Kraftverkehr vor diesem querenden unmotorisierten Verkehr.
Schutzblinker für Fußgänger signalisieren den Fußgängern, dass sie nachrangig gegenüber einem Schienenfahrzeug wie beispielsweise einer Straßenbahn sind.

## Bildtafel
In Deutschland sind nur folgende Hilfssignalgeber nach den Richtlinien für Lichtsignalanlagen zulässig:

Allgemeine Warnung
Warnung vor Fußgängern
Warnung vor Radverkehr
Warnung vor Straßenbahn
Warnung vor Kraftomnibus
Warnung vor Reitern
Warnung vor Fußgängern und Radverkehr
Pfeilsinnbild Links
Pfeilsinnbild Rechts